# Чилесіто
Чилесі́то (ісп. Chilecito) — місто в аргентинській провінції Ла-Ріоха, адміністративний центр однойменного департаменту.

## Географія

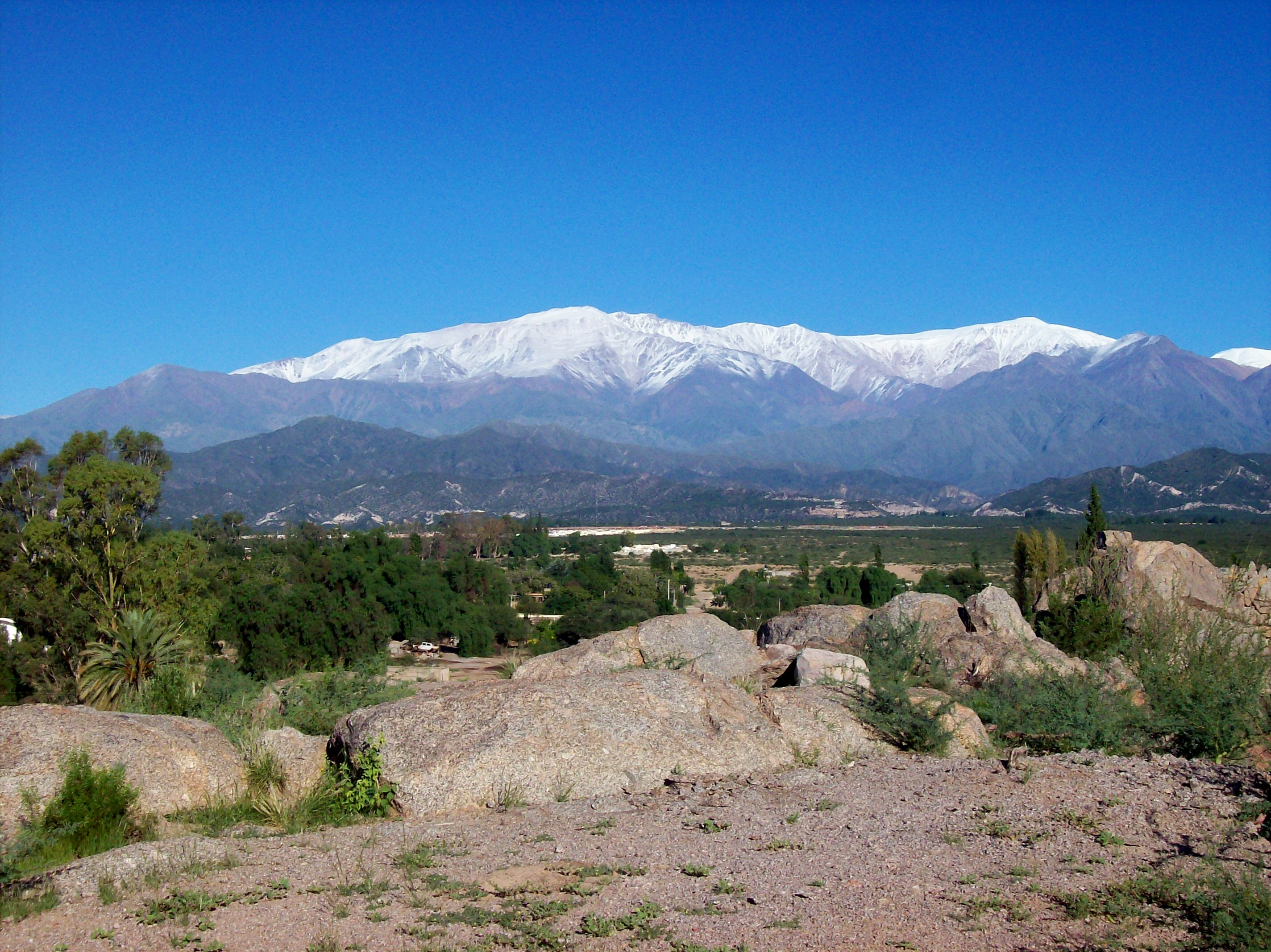
Сьєрра-де-Фаматіна

Місто Чилесіто розташоване у Долині Антінако й оточене зі сходу гірським хребтом Сьєрра-де-Веласко (найвища точка — 4920 м), а з заходу — хребтом Сьєрра-де-Фаматіна (висота до 6097 м).
У регіоні, де знаходиться Чилесіто, досить часто бувають землетруси, але вони зазвичай мають невелику інтенсивність. Руйнівні землетруси трапляються тут приблизно раз на 30 років. Останні з них були:
- 12 квітня 1899 року силою 6,4 бала за шкалою Ріхтера
- 24 жовтня 1957 року силою 6 балів за шкалою Ріхтера
- 28 травня 2002 року силою 6 балів за шкалою Ріхтера

## Історія
Місто Чилесіто було засноване 19 лютого 1715 року іспанським колонізатором Домінго де Кастро-і-Басаном (ісп. Domingo de Castro y Bazán) під іменем Вілья-Санта-Рита (ісп. Villa Santa Rita — поселення Святої Рити). Згодом назву поселення було змінено на Вілья-Архентіна (ісп. Villa Argentina), а пізніше — на Чилесіто.
Походження назви Чилесіто достеменно не відоме. За однією з версій ім'я міста походить від індіанської назви місцевості Чилеойто (червона земля) або Чилое (червоний). За іншою версією своєю назвою Чилесіто завдячує великій кількості робітників-чилійців, які працювали на місцевих шахтах, коли місто було одним з осередків золотої лихоманки кінця ХІХ ст.
1905 року з міста Чилесіто до копальні «Ла Мехікана», яка знаходилася на горі Сьєрра-де-Фаматіна на висоті 4600 м, було збудовано канатну дорогу довжиною 35 км для транспортування гірничої породи, з якої добували золото, платину, мідь і свинець. Будівництвом керував німецький інженер Адольф Блайхерт (нім. Adolf Bleichert). Дорога працювала за допомогою парових машин і мала 9 станцій. Щомісяця канатна дорога перевозила 12 тис. т породи, яку вантажили у поїзди й перевозили залізницею до порту Буенос-Айреса, звідки кораблями доправляли до Англії, оскільки шахта належала англійцям. З початком Першої світової війни копальня почала занепадати й була остаточно закрита 1926 року.
25 жовтня 1982 року канатну дорогу у Чилесіто було проголошено національною історичною пам'яткою, поблизу неї створено музей.

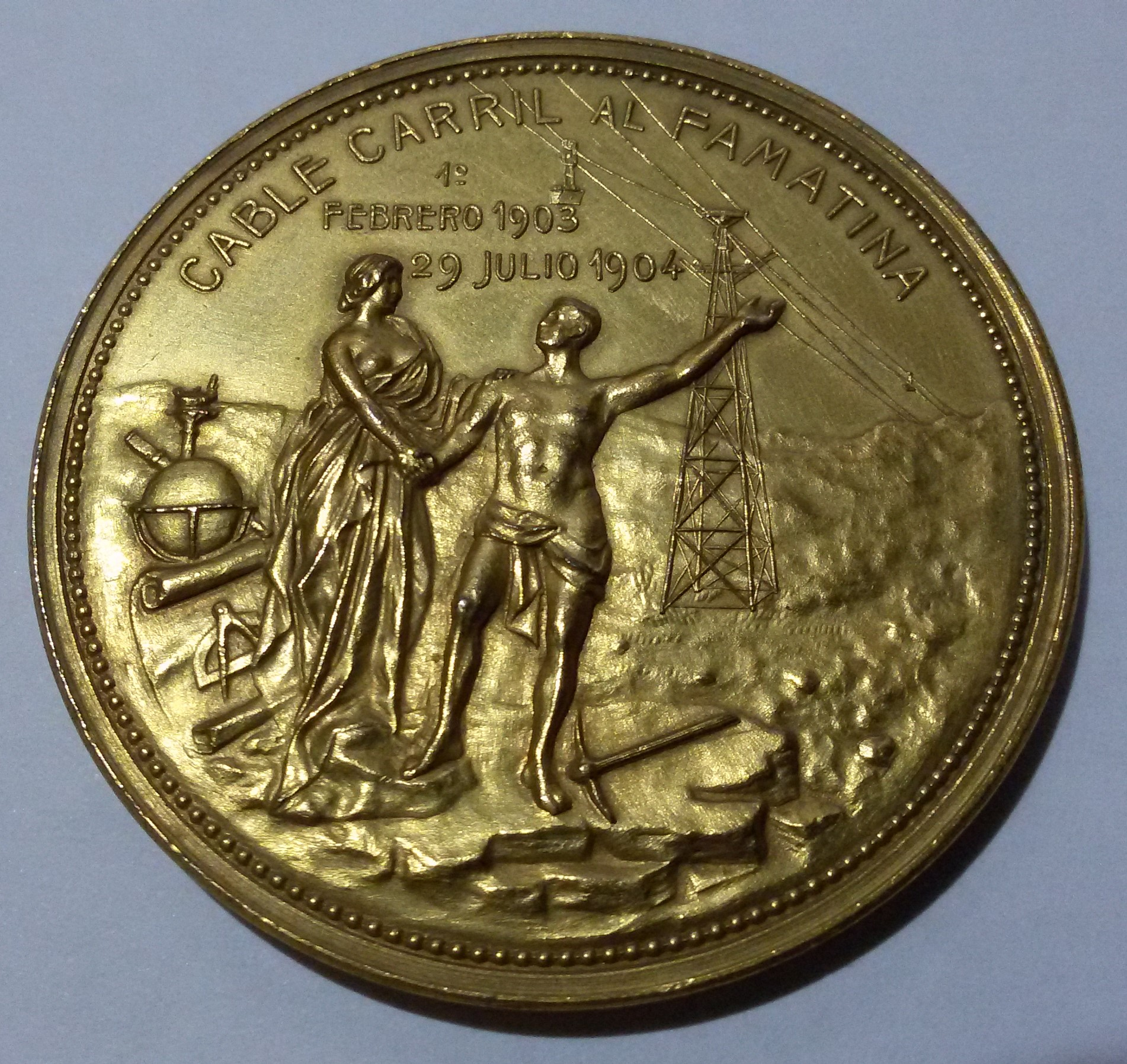
Пам'ятна монета, присвячена будівництву канатної дороги
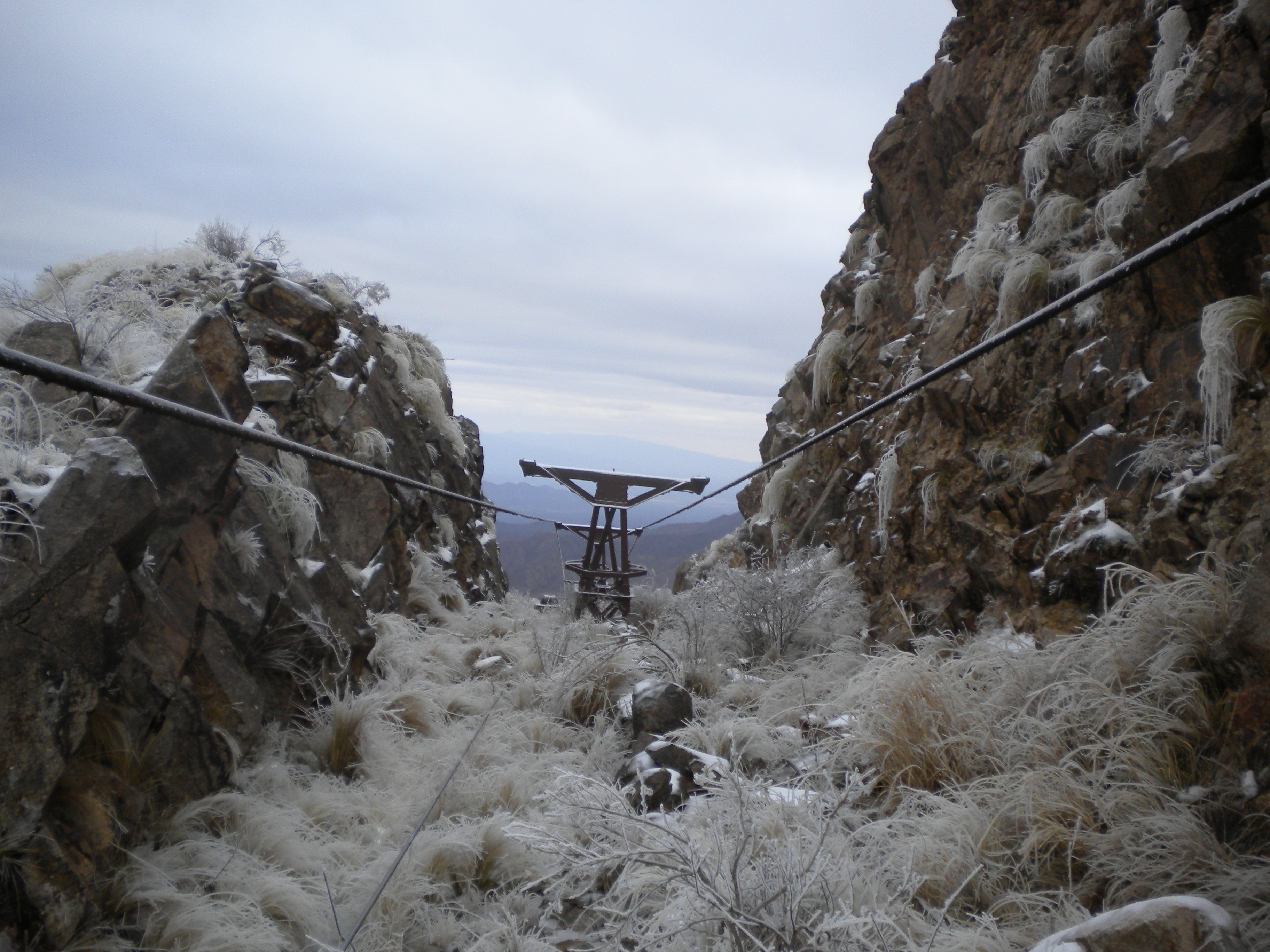
Опора Канатної дороги
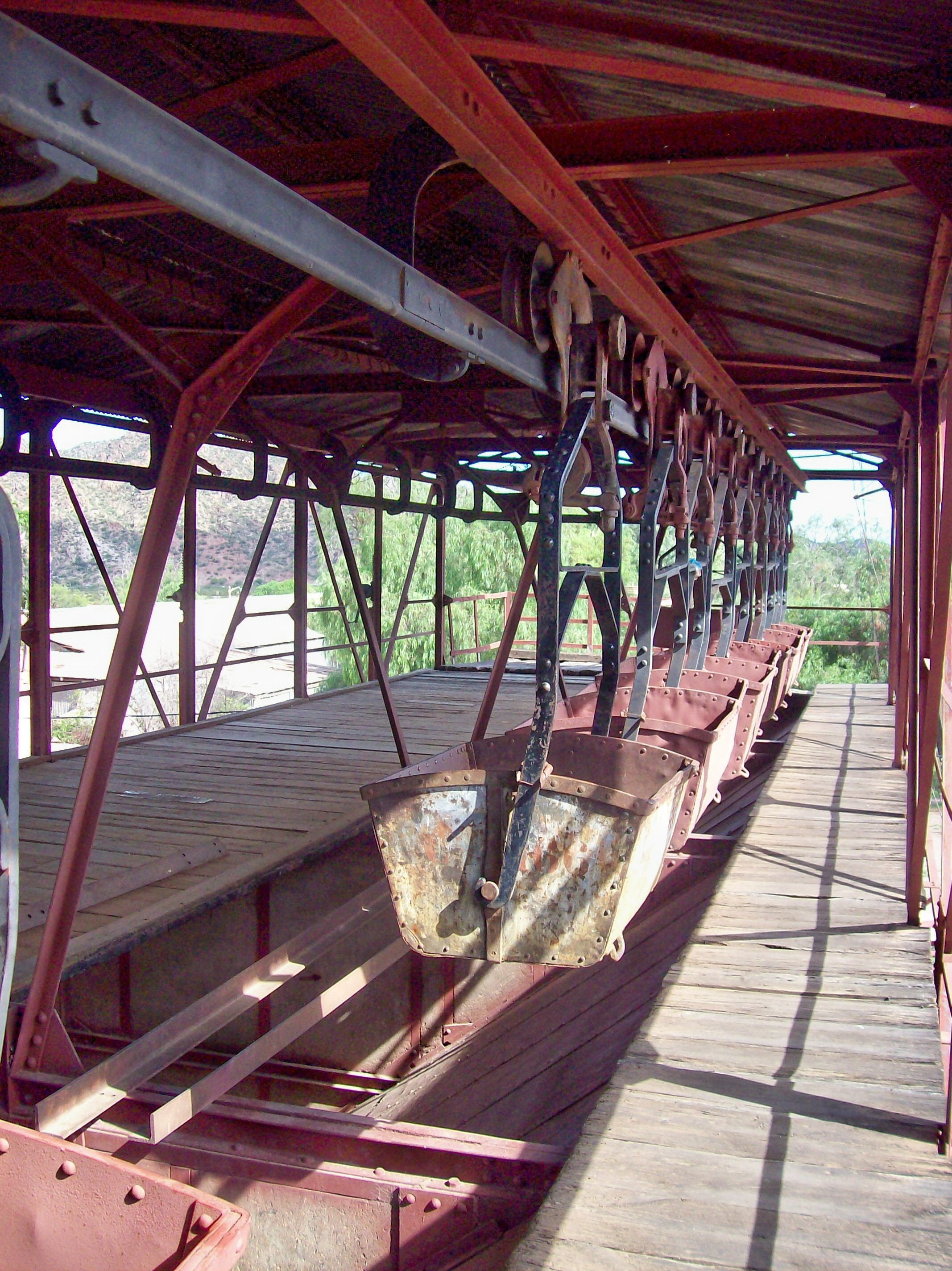
Вагонетки

1989 року святу Риту Касійську було офіційно затверджено покровителькою міста. Щороку 22 травня на її честь у місті відбувається свято і хресна хода.
2004 року законом № 25813 філію Університету Ла-Ріохи, яка працювала у Чилесіто з 1973 року, було реорганізовано у Національний університет Чилесіто.

## Економіка
Місто Чилесіто знаходиться в зоні пустельного клімату, але землі навколо міста штучно зрошують підземними водами, завдяки чому на них можна вести сільськогосподарську діяльність. Основними культурами, що вирощуються тут, є виноград і маслини. Також культивують фрукти і горіхи.
Серед галузей промисловості розвинена харчова, зокрема виноробство.
Ще з доколумбових часів у Чилесіто існують копальні, де розробляються поклади золота та інших корисних копалин. Найбільший розквіт гірничої промисловості у місті прийшовся на кінець ХІХ — початок XX ст. З 1999 року уряд провінції намагається відродити цю галузь економіки, але через протести екологічних активістів ці наміри зазнають невдачі.
Також у Чилесіто розвинений туризм. Основними туристичними атракціями міста є:
- канатна дорога 1905 року
- маєток «Самай Уасі», що належав відомому аргентинському громадському діячу Хоакіну Віктору Гонсалесу[en]
- чавуноливарні заводи XVIII-ХІХ століть
- виноробні підприємства, які організують екскурсії й дегустації
- ботанічний сад «Чирау Міта» в околицях міста, який має велику колекцію кактусів і сукулентів
- музей італійської скульпторки Носенти Пісетті
- заказник Лос-Кодорадос

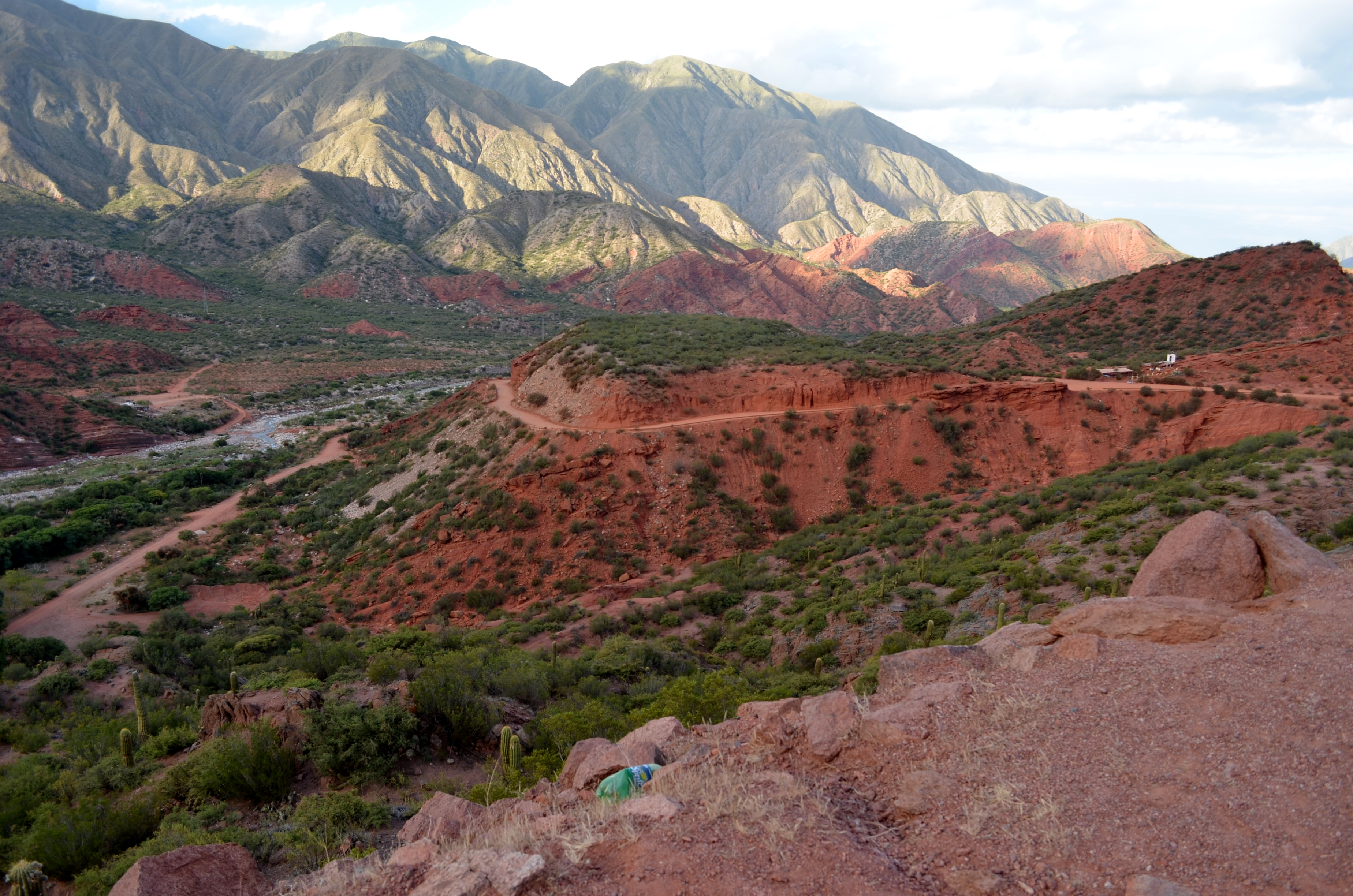
Околиці Чилесіто
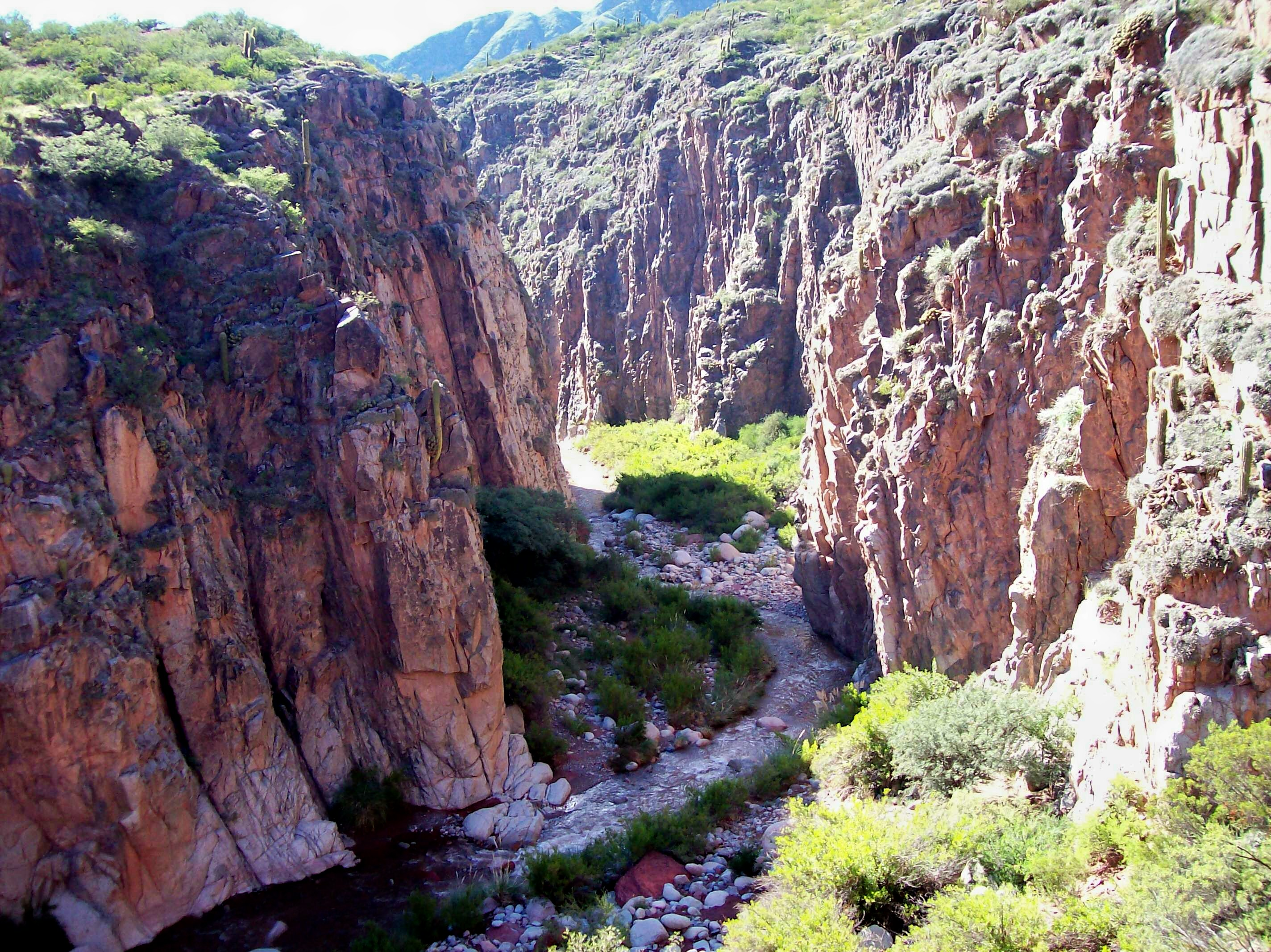
Каньйон Ріо-Міранда
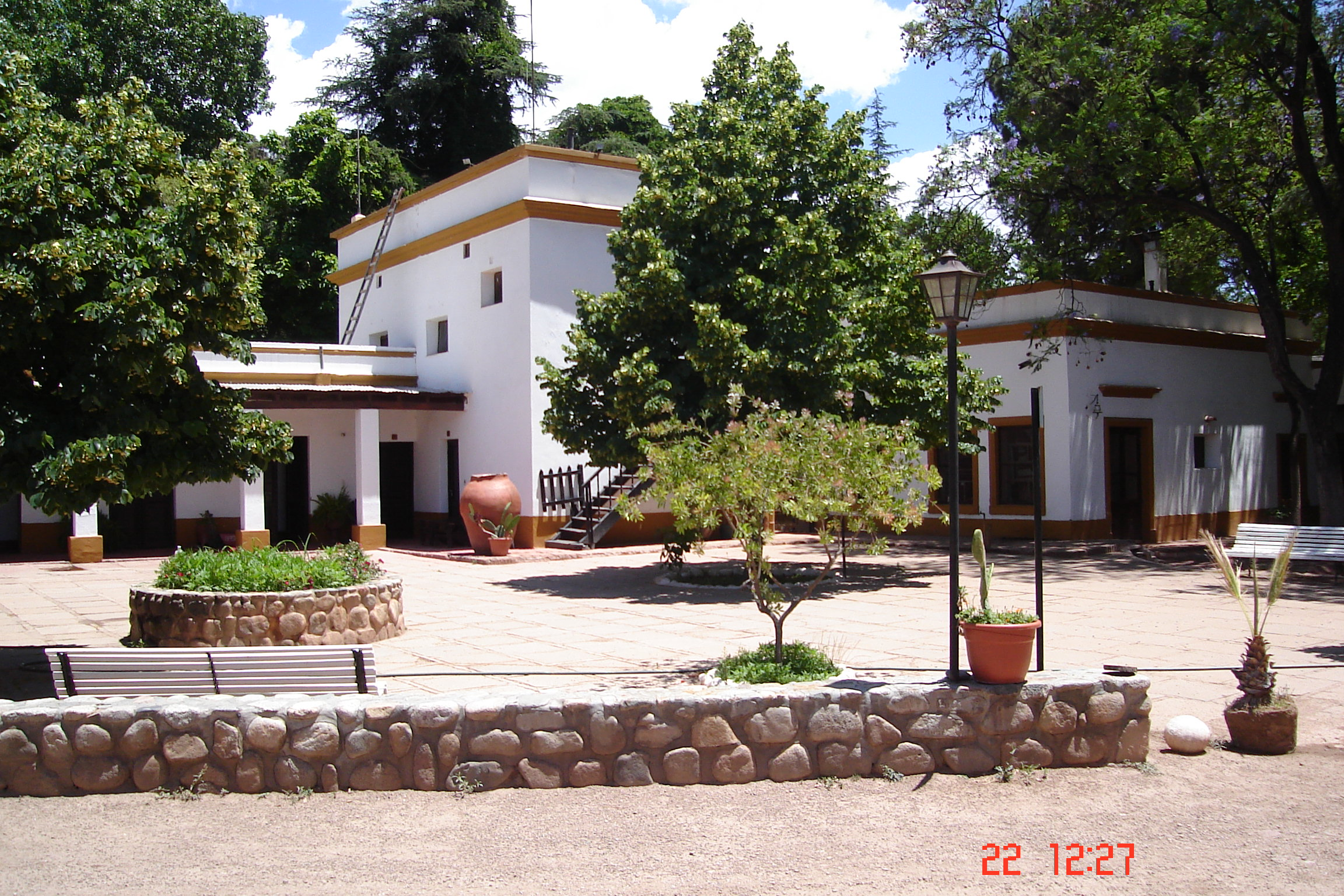
маєток «Самай Уасі»
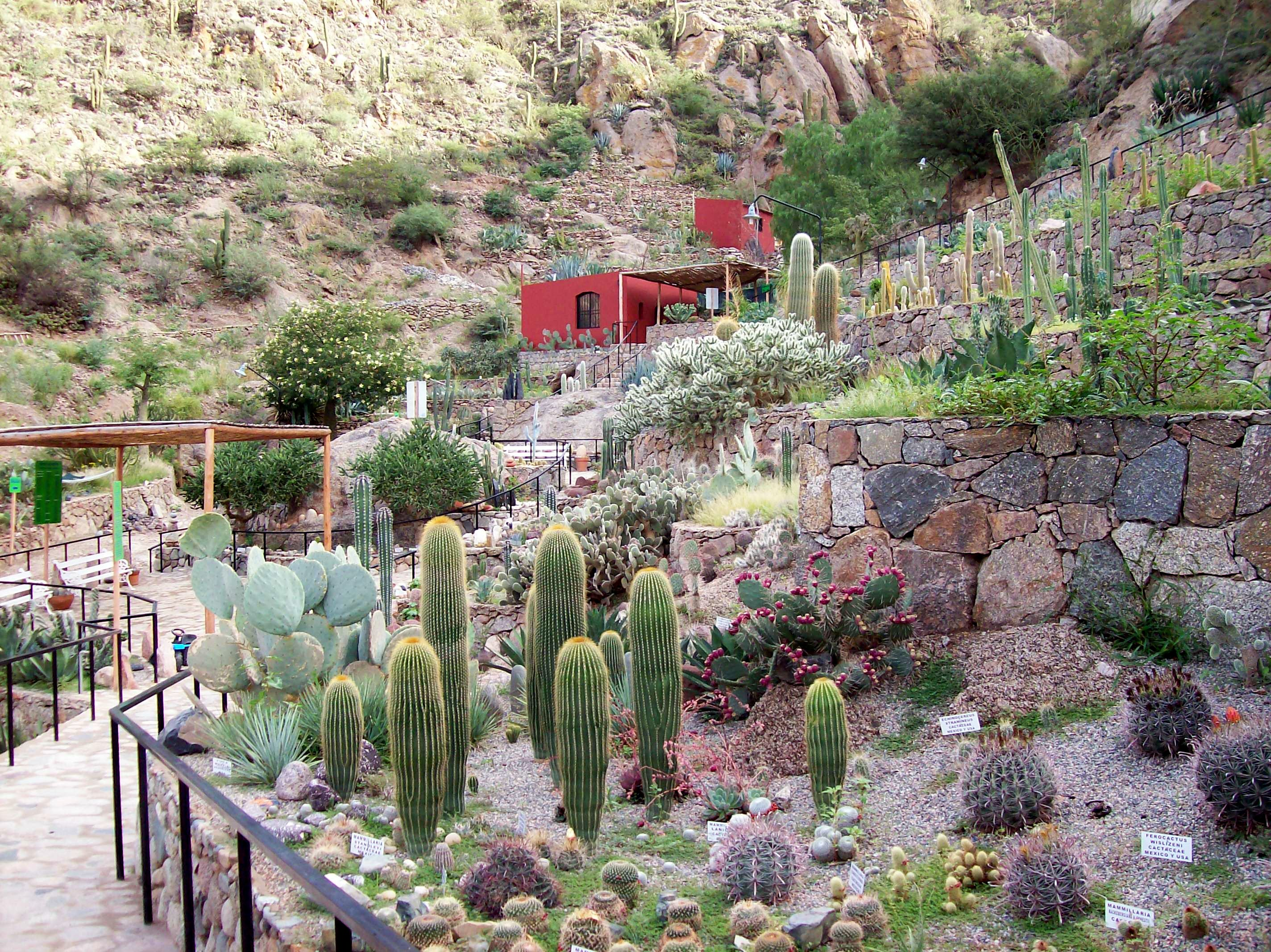
ботанічний сад «Чирау Міта»

## Населення
Згідно з переписом населення 2010 року населення Чилесіто складає 33 724 особи. Місто є другим за величиною у провінції Ла-Ріоха. Чилесіто утворює міську агломерацію разом з навколишніми населеними пунктами Ангінан, Лос-Сарм'єнтос, Сан-Мігель і Ла-Пунтілья.

## Клімат
Місто Чилесіто знаходиться у зоні холодного аридного клімату (BWk за класифікацією Кеппена).
| Клімат Чилесіто                          | Клімат Чилесіто | Клімат Чилесіто | Клімат Чилесіто | Клімат Чилесіто | Клімат Чилесіто | Клімат Чилесіто | Клімат Чилесіто | Клімат Чилесіто | Клімат Чилесіто | Клімат Чилесіто | Клімат Чилесіто | Клімат Чилесіто | Клімат Чилесіто |
| Показник                                 | Січ.            | Лют.            | Бер.            | Квіт.           | Трав.           | Черв.           | Лип.            | Серп.           | Вер.            | Жовт.           | Лист.           | Груд.           | Рік             |
| Середній максимум, °C                    | 31,6            | 30,2            | 27,3            | 24,8            | 20,9            | 17,2            | 16,7            | 19,8            | 22,6            | 26,0            | 29,9            | 31,6            | 24,9            |
| Середня температура, °C                  | 24,1            | 22,8            | 20,0            | 17,8            | 13,9            | 9,9             | 9,1             | 11,9            | 14,8            | 18,2            | 21,2            | 23,3            | 17,3            |
| Середній мінімум, °C                     | 17,2            | 16,3            | 14,0            | 11,5            | 6,4             | 2,7             | 2,1             | 4,2             | 7,2             | 10,5            | 14,1            | 16,1            | 10,2            |
| Норма опадів, мм                         | 45              | 31              | 32              | 9               | 5               | 6               | 5               | 4               | 4               | 5               | 21              | 22              | 189             |
| Днів з опадами                           | 4               | 4               | 4               | 2               | 1               | 1               | 1               | 0,7             | 0,9             | 1               | 3               | 3               | 26              |
| Вологість повітря, %                     | 60              | 63              | 66              | 66              | 64              | 64              | 61              | 52              | 52              | 54              | 57              | 57              | 60              |
| ---------------------------------------- | --------------- | --------------- | --------------- | --------------- | --------------- | --------------- | --------------- | --------------- | --------------- | --------------- | --------------- | --------------- | --------------- |
| Джерело: Servicio Meteorologico Nacional |                 |                 |                 |                 |                 |                 |                 |                 |                 |                 |                 |                 |                 |